# 松島町立松島中学校
松島町立松島中学校（まつしまちょうりつ まつしまちゅうがっこう）は、宮城県宮城郡松島町高城字三居山にある公立中学校。

## 概要
松島町では唯一の中学校であり、町内の全ての小学校（松島第一小学校・松島第二小学校・松島第五小学校）の元児童が進学する。略称は『松中（まっちゅう）』。
朝のホームルームの前には読書時間が設けられており、積極的な学習への意欲を促進している。毎週金曜日にはProgress Timeが設けられている。授業によっては少人数クラスが編成され、個人の学習進度に応じた授業を受けられるものもある。
また、生徒には部活動への入部を義務付けられており、非常に部活動への取り組みに熱心な学校である。当校のソフトボール部は全国大会出場の常連校であり、強豪校としても知られている。

## 沿革
出典
- 1947年（昭和22年）
  - 4月1日 - 設立。初代校長に石川康雄氏着任。
  - 4月16日 - 本松島小学校の一部を校舎として開校。開校時点の学級数13学級・生徒数636名。
  - 7月7日 - 父母教師会設立。
- 1948年（昭和23年）
  - 3月22日 - 第1回卒業式挙行。最初の卒業生は、男子36名・女子51名の計87名。
  - 4月10日 - 小学校学級増加のため2部授業で授業開始。
- 1949年（昭和24年）7月19日 - 学校林下刈り作業実施。
- 1950年（昭和25年）
  - 4月10日 - 小鳥の巣箱取り付け作業実施。
  - 10月1日 - 第1回中学校単独運動会開催。
- 1951年（昭和26年）
  - 6月28日 - 父母教師会員の寄付により、学校放送設備完成。
  - 9月12日 - 学校放送開始。
  - 12月29日 - 校舎大改修築（父母教師会員の寄付により、校舎大改修築。
- 1953年（昭和28年）
  - 4月29日 - 校歌制定し、発表。
  - 9月27日 - この日開催の運動会を『学制発布80周年記念運動会』として開催。
- 1954年（昭和29年）2月14日 - 学芸会公開。
- 1955年（昭和30年）
  - 1月30日 - 松島中同窓会設立。
  - 3月7日 - 校旗樹立式挙行。
- 1956年（昭和31年）
  - 7月19日 - 新校舎落成し、旧校舎改修完成。
  - 秋校舎落成記念運動会と文化祭及び祝賀会開催。
- 1957年（昭和32年）12月7日 - 全校落穂拾い実施（設備資金獲得のため）。
- 1960年（昭和35年）5月5日 -国旗掲揚塔と給食用大かまどを設置。
- 1959年（昭和34年）9月10日 - 学校植林地下刈り作業を活発に実施。
- 1962年（昭和37年）12月11日 - 体育館落成。
- 1963年（昭和38年）10月1日 - ミルク給食開始。
- 1964年（昭和39年）5月1日 - 特殊学級開設（生徒9名）。
- 1965年（昭和40年）1月29日 - 女子制服制定し、男子白線を縁線2条に定める。
- 1967年（昭和42年）12月20日 - 西校舎（鉄筋校舎12教室）落成式挙行。
- 1968年（昭和43年）7月10日 - プール落成式挙行。
- 1969年（昭和44年）
  - 7月3日 - 武道館・資料室（特殊学級教室）落成。
  - 9月9日 - LL教室完成。
- 1972年（昭和47年）11月3日 - 創立25周年記念式典挙行。
- 1973年（昭和48年）6月4日 - LL第2視聴覚室改修と自転車置場増築の両工事。
- 1976年（昭和51年）4月1日 - 『赤松』を校木に制定。
- 1977年（昭和52年）10月30日 - 創立30周年記念式典挙行し、記念庭園設置。
- 1978年（昭和53年）
  - 6月12日 - 17時14分頃に発生した宮城県沖地震により、本校にも被害が出た。
  - 8月24日 - 仮校舎プレハブ教室完成。
- 1979年（昭和54年）6月30日 - 校舎増改築完成。
- 1981年（昭和56年）
  - 8月4日 - 緑の少年団結成。
  - 12月5日 - 第2町民体育館建設工事着工。
- 1982年（昭和57年）
  - 2月26日 - 校舎前花壇造成工事。
  - 7月4日 - プール落成（旧校舎・プレハブ校舎跡地）。
  - 8月19日 - ソフトボール用バックネット焼却炉移転。
  - 10月10日 - 第2町民体育館落成。
- 1984年（昭和59年）7月17日 - 上屋付きプール落成。
- 1990年（平成2年）6月20日 - 屋外部室新築工事完了（ソフトボール・陸上・サッカー）。
- 1993年（平成5年）7月28日 - パソコン18台設置。
- 1996年（平成8年）2月16日 - 西校舎大規模改造工事開始。
- 1997年（平成9年）11月15日 - 創立50周年記念式典挙行。
- 1999年（平成11年）8月21日 - 校庭暗渠排水整備と防球ネットが完成。
- 2003年（平成15年）
  - 3月31日 - プール棟テント改修。
  - 9月1日 - 校門改修。
- 2004年（平成16年）8月 - 耐震補強工事。トイレ棟新築。
- 2005年（平成17年）
  - 1月8日 - 防災学習「きんとうん」が、神戸市で開催された「子どもぼうさい甲子園」で優秀賞を受賞。
  - 6月12日 - 大規模改修工事着工。
  - 9月14日 - 校舎外壁面改修完了。
  - 11月14日 - 管理教室棟FF暖房機設置完了。
- 2006年（平成18年）
  - 1月11日 - 管理教室棟改修完了。
  - 11月27日 - 開校60周年記念として、「オオヤマザクラ」を植樹。
- 2011年（平成23年）
  - 3月11日 - 14時46分頃、東北地方太平洋沖地震（東日本大震災）発生。松島町で震度6弱を観測。本校の被害は、屋体が全壊した他、プールが半壊し、校舎の一部が損壊した。
  - 3月24日 - 東日本大震災の影響で延期された平成22年度卒業式と修了式を挙行。
  - 4月1日 - 学力向上パワーアップ支援事業実施（県指定）。
  - 4月21日 - 東日本大震災の影響で延期された平成23年度第1学期始業式挙行。
  - 4月22日 - 東日本大震災の影響により、例年より2週間遅れで平成23年度入学式挙行。
  - 9月13日 - 4か月遅れの修学旅行実施（東京方面）。
- 2012年（平成24年）3月31日 - 東日本大震災により全壊した屋体解体が終了。
- 2013年（平成25年）
  - 5月27日 - 学びの支援事業開始。
  - 9月18日 - 松島町防災マップ除幕式挙行。
  - 9月26日 - 自転車利用マナーアップモデル推進校指定
  - 10月9日 - 桐朋学園学校訪問コンサート開催し、CFJ子ども音楽プログラム鑑賞。
- 2014年（平成26年）8月10日 - 校内無線LAN工事。
- 2018年（平成30年）4月1日 - 「深き友愛」を校訓に加え、学校教育目標「自ら学び、心豊かに、たくましく 生きぬく生徒の育成」を制定。
- 2019年（令和元年）
  - 7月21日 - 普通教室空調工事。
  - 11月12日 - 台風19号により、生徒床上浸水2件。
- 2020年（令和2年）
  - 3月2日 - 新型コロナウイルス感染防止のため、この日から3月23日まで、臨時休業の措置を採る。
  - 4月13日 - 新型コロナウイルス感染防止のため、この日から5月15日まで、臨時休業の措置を採る。
  - 7月1日 - スクールサポートスタッフ事業開始。
  - 8月8日 - 新型コロナウイルス感染予防対策のため、夏季休業短縮（8月19日まで）。
  - 10月1日 - プール解体工事開始。
  - 11月11日 - 1学年松島防災学（松島自然の家出前講座）。
  - 11月30日 - プール解体工事終了。
  - 12月下旬 - 新型コロナウイルス感染予防対策のため冬季休業短縮（1月5日まで）。
- 2021年（令和3年）
  - 3月13日 - 第74回卒業証書授与式挙行したが、新型コロナウイルス感染予防対策の為、式は卒業生・保護者・教職員・来賓4名のみの出席となった。
  - 6月20日 - 東京オリンピック聖火リレー応援イベント開催。
  - 7月15日 - 第1回学校運営協議会開催。
  - 8月20日 - 音楽室と美術室にエアコン設置。
  - 11月12日 -サンキョーエネルギー（有）と七十七銀行より、机100台が寄付された。
- 2022年（令和4年）
  - 2月1日 - 新型コロナ緊急特別要請により部活動を中止。
  - 2月28日 - 新型コロナ緊急特別要請延長（3月21日まで）。
  - 3月1日 - 三年生を送る会が行なわれたが、新型コロナウイルス感染予防対策により、リモートにて開催した。
  - 3月12日 - 第75回卒業証書授与式を挙行したが、新型コロナウイルス感染予防対策の為、前年同様、卒業生・保護者・教職員・来賓4名のみの出席となった。
  - 6月2日 - 新型コロナ感染による措置により、この日と翌日の2日間、臨時休業となった。

## 校訓
- 「遠き理想」 「高き希望」 「明き真理」 「深き友愛」

## 教育目標
- 「心豊かで、自ら学び、たくましく生きぬく生徒の育成」

## 行事
- 運動会（8月、9月）
- 合唱コンクール（10月）
- 松中祭（10月、11月）

## 進路
宮城県松島高等学校はじめ、周辺の高等学校に進学する者が多い。
また、町内にはJR仙石線・東北本線が通っており、比較的に交通の便が良いこともあって、宮城県仙台第一高等学校などに代表されるいわゆるナンバースクールに進学する者もいる。

## 学区
- 松島町全域

## アクセス
- 松島町営バス（松島西線を除く）で、「松島中学校前」停留所下車。
- JR東日本
  - 東北本線愛宕駅より、
    - 出口1（下り線(小牛田・一関・盛岡方面)）から、徒歩約155m・約3分。
    - 出口2（上り線(仙台・白石・福島方面)）から、徒歩約115m・約2分。

  - 仙石線・仙石東北ライン高城町駅から、徒歩約2km・約30分。
- NEXCO東日本三陸自動車道松島北ICから、車で約1.2km・約3分。
  - 学校敷地からICまで、直線距離では約390mほどだが、道路形状の関係で遠廻りとなる。なお、学校から松島北ICまでは、車で約625m・約2分。

## 卒業生
- 尾形貴弘（パンサー尾形・芸能人）[2]